# Wiktorów (powiat wołomiński)
Wiktorów  – wieś w Polsce położona w województwie mazowieckim, w powiecie wołomińskim, w gminie Radzymin.
W latach 1975–1998 miejscowość należała administracyjnie do województwa warszawskiego.
Wierni Kościoła rzymskokatolickiego należą do parafii św. Jana Pawła II w Radzyminie.